# Pustelnîkove, Oleksandria
Pustelnîkove (în ucraineană Пустельникове) este un sat în comuna Izmailivka din raionul Oleksandria, regiunea Kirovohrad, Ucraina.

## Demografie
Componența lingvistică a localității Pustelnîkove
     Ucraineană (98,84%)
     Alte limbi (1,16%)
Conform recensământului din 2001, majoritatea populației localității Pustelnîkove era vorbitoare de ucraineană (98,84%), existând în minoritate și vorbitori de alte limbi.